# Vuča, Rožaje
Vuča este un sat din comuna Rožaje, Muntenegru. Conform datelor de la recensământul din 2003, localitatea are 388 de locuitori (la recensământul din 1991 erau 520 de locuitori).

## Demografie
În satul Vuča locuiesc 275 de persoane adulte, iar vârsta medie a populației este de 32,6 de ani (31,2 la bărbați și 34,2 la femei). În localitate sunt 89 de gospodării, iar numărul mediu de membri în gospodărie este de 4,36.
|  |

| Demografie | Demografie | Demografie |
| An         | Locuitori  | Locuitori  |
| ---------- | ---------- | ---------- |
|            |            |            |
|            |            |            |
|            |            |            |
|            |            |            |
| 1948       | 582        |            |
| 1953       | 653        |            |
| 1961       | 569        |            |
| 1971       | 469        |            |
| 1981       | 595        |            |
| 1991       | 520        | 479        |
| 2003       | 500        | 388        |

| \| Componența etnică conform recensământului din 2003[2] \| Componența etnică conform recensământului din 2003[2] \| Componența etnică conform recensământului din 2003[2] \| Componența etnică conform recensământului din 2003[2] \| Componența etnică conform recensământului din 2003[2] \| \| ----------------------------------------------------- \| ----------------------------------------------------- \| ----------------------------------------------------- \| ----------------------------------------------------- \| ----------------------------------------------------- \| \| \| \| \| \| \| \| Bosniaci \| Bosniaci \| \| 343 \| 88,4% \| \| Musulmani \| Musulmani \| \| 12 \| 3,09% \| \| Albanezi \| Albanezi \| \| 11 \| 2,83% \| \| Muntenegreni \| Muntenegreni \| \| 7 \| 1,8% \| \| necunoscută \| necunoscută \| \| 5 \| 1,28% \| |              |  |     |       |
| Componența etnică conform recensământului din 2003 |              |  |     |       |
| |              |  |     |       |
| Bosniaci | Bosniaci     |  | 343 | 88,4% |
| Musulmani | Musulmani    |  | 12  | 3,09% |
| Albanezi | Albanezi     |  | 11  | 2,83% |
| Muntenegreni | Muntenegreni |  | 7   | 1,8%  |
| necunoscută | necunoscută  |  | 5   | 1,28% |